# Лурнфелд
Лурнфелд (на немски: Lurnfeld) е община в Каринтия, Австрия с 2575 жители (на 1 януари 2016).
- Замък
- Църква